# محلل أخبار
يقوم محلل الأخبار بتناول الأخبار الإذاعية الواردة من مصادر مختلفة ويحللها ويفسرها. ويسمى أيضًا أحيانًا مذيع أخبار أو مقدم أخبار أو محلل أخبار إذاعية. يكتب محللو الأخبار التعليقات أو الأعمدة أو النصوص.
وهم يقومون بالتنسيق وفي بعض الأحيان يقومون بإذاعة برامج النشرات الإخبارية. كما يقدمون وجهات النظر حول الموضوعات الإخبارية من خلال الأبحاث والمقابلات والملاحظة والخبرة.

## المجالات الفرعية
1. الأحداث الجارية
2. الرياضة
3. الأعمال التجارية
4. الأعمال الترفيهية
5. السياسة
6. الجريمة

## روابط ومراجع خارجية
Careerplanner.com Job Description and Jobs for:
- “Broadcast News Analyst”  http://www.careerplanner.com/Job-Descriptions/Broadcast-News-Analysts.cfm